# Операція «Абстеншіон»

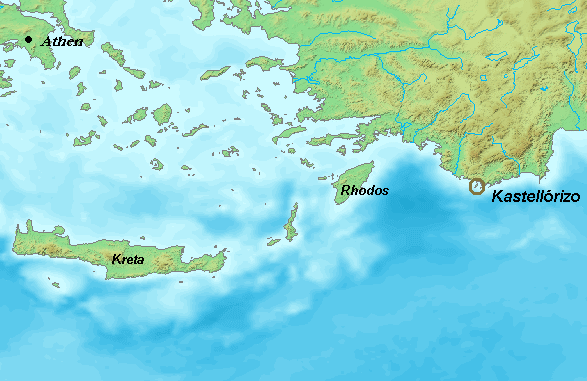
Розташування острову Кастелорізо в східному Середземномор'ї

Операція «Абстеншіон» (англ. Operation Abstention) — невдала спільна морська десантна операція Королівських військово-морських флотів Великої Британії та Австралії, що мали за мету висадку морського десанту на італійський острів Кастелорізо під час Другої світової війни.

## Хід операції
Операція під кодовою назвою «Абстеншіон» здійснювалася спільними зусиллями британських та австралійських військових з ціллю висадки союзних військ на італійський острів Кастелорізо, що входив до складу Додеканеських островів приблизно за 3 км від узбережжя Туреччини. Операція, що проводилася з 25 по 28 лютого 1941 року мала за мету опанування острова, з подальшими планами створення на ньому передової бази військ союзників для боротьби з країнами Осі у Східному Середземномор'ї. З цього плацдарму планувалося розпочатися завоювання Додеканесу, та забезпечити стримування панування в повітрі та на морі італійських збройних сил, що діяли в Егейському морі. Ідея захоплення окремих островів архіпелагу невеликими групами спеціальних операцій належала британському адміралові Ендрю Каннінгему, в той час, як британське командування, зокрема, прем'єр-міністр Вінстон Черчилль ставилися до цього досить скептично, у зв'язку з ймовірним ризиком спровокувати тертя між Грецією і Туреччиною.
Хоча на першому етапі операції британському десанту сприяв успіх, італійці спромоглися швидко отямитися та негайно спрямували бомбардувальники для завдання удару по військах противника. Вже 27 лютого невеличкий італійський морський десант висадився на березі та за підтримки авіації й артилерії флоту розгромив війська Співдружності, що намагалися закріпитися на захопленому острові.